# Dilekli, Yüksekova
Dilekli là một xã thuộc huyện Yüksekova, tỉnh Hakkâri, Thổ Nhĩ Kỳ. Dân số thời điểm năm 2011 là 2 người.